# Salomon Klein
Salomon Klein (* 12. August 1845 in Mischkolz; † 12. April 1937 in Budapest) war ein österreichischer Augenarzt.

## Leben
Der 1845 in Nordungarn geborene Salomon Klein belegte ein Medizinstudium an der Universität Wien, das er 1870 mit dem Dr. med. und chir. sowie mit dem Magister der Geburtshilfe abschloss. Seine erste Anstellung erhielt er in den Jahren 1872 bis 1875 als Assistent von Eduard Jäger von Jaxtthal. Danach fungierte er als Assistent von Ludwig Mauthner (1840–1894) an der Poliklinik. Kleins universitäre Laufbahn begann 1884 als Privatdozent für Augenheilkunde.
1902 erhielt er eine außerordentliche Titular-Professur. 1914 wurde er zum außerordentlichen Professor an der Universität Wien ernannt. Daneben wirkte Salomon Klein ab 1895 als Vorstand der Augenabteilung der Poliklinik, als leitender Augenarzt des Rothschild-Spitals und des Israelitischen Blindeninstitutes auf der Hohen Warte sowie als Augenarzt am Spital für skrofulöse Kinder in Baden, wo er ab 1892 im Sommer praktizierte und Obmann der Kurärzte war. 1924 legte er die Spitalspraxis nieder.

## Wirken
Hofrat Salomon Klein soll nach Aussage Jäger von Jaxtthals „die glücklichste Hand beim Operieren, die er je gesehen“ gehabt haben. Als exzellenter Lehrer, mehrerer Sprachen mächtig, besaß Klein einen großen Kreis von Schülern, viele aus Übersee. Klein führte bis ins höchste Alter erfolgreiche Operationen durch. Besondere Verdienste erwarb er sich um das Blindenwesen. Ihm ist beispielsweise die Vorschrift eines eigenen Augenarztes für jedes Blindeninstitut zu verdanken. Daneben entfaltete er eine rege Tätigkeit sowohl in Wort als auch in Schrift auf volkswissenschaftlichem Gebiet und spielte auch unter den österreichischen Balneologen eine führende Rolle.

## Werke (Auswahl)
- Der Augenspiegel und seine Anwendung bei der praktischen Medizin, 1876
- Augenspiegel-Studien bei Geisteskranken, 1877
- Habilitationsarbeit über Retinis paralytica
- Lehrbuch der Augenheilkunde, 1879
- Das Auge und seine Diätetik, 1882
- Grundriß der Augenheilkunde, 1886
- Die mechanische Behandlung der Augenkrankheiten, In: Anton Bum, Handbuch der Massage, 1896
- Die syphilitischen Augenkrankheiten, In: J. Neumann, Syphilis, In: Spezielle Pathologie und Therapie, herausgegeben von Hermann Nothnagel, Band 23, 1896, S. 653 ff., 2. Auflage 1899, S. 625 ff.
- Beziehungen zwischen Augenkrankheiten und Balneotherapie, 1900
- Klinische Beiträge zur Lehre von der Strömungsrichtung und Resorption des Vorderkammerinhaltes, 1913
- Beiträge zu Albert Eulenburgs Real-Encyclopädie der gesammten Heilkunde. Erste Auflage.
  - Band 2 (1880) (Digitalisat), S. 443–460: Brillen
  - Band 3 (1880) (Digitalisat), S. 281–286: Chorioiditis; S. 560–569: Cyclitis
  - Band 6 (1881) (Digitalisat), S. 67–75: Glaskörper. Erkrankungen desselben; S. 219–221: Hämophthalmus; S. 669–673: Hydrophthalmus
  - Band 7 (1881) (Digitalisat), S. 37–44: Hypopyon; S. 248–259: Iridektomie; S. 260–268: Iritis; S. 652–656: Künstliche Augen
  - Band 9 (1881) (Digitalisat), S. 51–52: Mikrophthalamus; S. 531–544: Netzhautablösung; S. 544: Netzhauterschütterung
  - Band 10 (1882) (Digitalisat), S. 566–571: Phthisis bulbi
  - Band 11 (1882) (Digitalisat), S. 451–479: Retinitis
  - Band 13 (1883) (Digitalisat), S. 46–69: Staphylom; S. 256–267: Sympathische Ophthalmie
- Zweite Auflage.
  - Band 1 (1885) (Digitalisat), S. 474–475: Aniridie